# Karlův most (Kobylá)
Karlův most překlenuje říčku Vidnávka v obci Kobylá nad Vidnavkou. Postaven byl v roce 1906 na silnici IV/45310 spojující Vidnavu se Žulovou nad řekou Vidnávkou.
Na opěrách z lomového kamene je položena nosná konstrukce, kterou tvoří dva parapetní nosníky. Nahoře zaoblené nosníky mají tloušťku 0,65 m a výšku 1,95 m. V osové vzdálenosti 1,4 m v železobetonové desce jsou spřaženy trámové příčníky. Vnější strany parapetních nosníků jsou zdobené vpadlinami a secesními ornamenty.
Na mostě jsou umístěny litinové desky s nápisem jména mostu: Karlsbrucke. Další udává výrobce mostu: N. Rella a Neffe. Betonbau Unternehmung, Wien – Mahr, Ostrau.
Most je dlouhý 17,25 m, široký pět metrů a nad dnem říčky je ve výšce 3,70 m.